# إيكا هيروتا
إيكا هيروتا (باليابانية: 廣田あいか؛ بالكانا: ひろた あいか) هي تارينتو ومؤدية صوت وممثلة يابانية، ولدت في 31 يناير 1999 في سايتاما في اليابان.

## وصلات خارجية
- إيكا هيروتا على موقع IMDb (الإنجليزية)
- إيكا هيروتا على موقع ميوزك برينز (الإنجليزية)
- إيكا هيروتا على موقع قاعدة بيانات الفيلم (الإنجليزية)